# Remember Me (minialbum)
Remember Me – szósty minialbum południowokoreańskiej grupy Oh My Girl, wydany 10 września 2018 roku przez wytwórnię WM Entertainment i dystrybuowany przez Kakao M. Płytę promował singel „Remember Me” (kor. 불꽃놀이 (Remember Me) Bulkkochnol-i (Remember Me)). Sprzedał się w nakładzie 31 673 egzemplarzy w Korei Południowej (stan na grudzień 2018).
Tytułowa piosenka z płyty zwyciężyła 18 września w programie The Show.

## Lista utworów
| CD | CD                                                                      | CD                        | CD                                     | CD             | CD      |
| Nr | Tytuł utworu                                                            | Tekst                     | Kompozycja                             | Aranżacja      | Długość |
| -- | ----------------------------------------------------------------------- | ------------------------- | -------------------------------------- | -------------- | ------- |
| 1. | „Remember Me” (kor. 불꽃놀이 (Remember Me) Bulkkochnol-i (Remember Me)) | Seo Ji-eum, Mimi          | Steven Lee, Caroline Gustavsson        | Steven Lee     | 3:15    |
| 2. | „Meari” (kor. 메아리, ang. Echo)                                        | Seo Ji-eum, Mimi          | Hyuk Shin, MRay, Courtney Woolsey      | MRay           | 3:33    |
| 3. | „Twillight”                                                             | Seo Ji-eum, Mimi          | Command Freaks, Onestar, Krysta Youngs | Command Freaks | 3:33    |
| 4. | „Illusion”                                                              | Seo Ji-eum                | David Amber, Mayu Wakisaka             | David Amber    | 3:44    |
| 5. | „Uri iyagi” (kor. 우리 이야기, ang. Our Story)                          | Choo Dae-kwan, Son Go-eun | Choo Dae-kwan                          | Choo Dae-kwan  | 3:56    |

## Notowania
| Lista                   | Pozycja |
| ----------------------- | ------- |
| Gaon Weekly Album Chart | 3       |
| Five Music (Tajwan)     | 10      |
| Billboard World Albums  | 13      |